# He Joined the Frat
He Joined the Frat è un cortometraggio muto del 1910. Il nome del regista non viene riportato nei credit del film che ha come protagonista Harry Myers.

## Trama
All'università, per poter entrare a far parte di un'esclusiva confraternita, Fred Powers deve sottostare ai riti di iniziazione. Uno di questi è quello di vestirsi da donna: così conciato, Fred inizia tutta una serie di stravaganti avventure.

## Produzione
Il film fu prodotto dalla Lubin Manufacturing Company.

## Distribuzione
Distribuito dalla Lubin Manufacturing Company, il film - un cortometraggio della lunghezza di 109 metri - uscì nelle sale cinematografiche statunitensi il 13 gennaio 1910. Nelle proiezioni, veniva programmato con il sistema dello split reel, accorpato in un'unica bobina con un altro cortometraggio prodotto dalla Lubin, il documentario Wild Duck Hunting on Reel Foot Lake.